# 菅原神社 (館林市入ケ谷町)
菅原神社（すがわらじんじゃ）は、群馬県館林市の神社。

## 歴史
創建年代は不明である。ただ館林藩が編纂した幕末の地誌『封内経界図誌』に記載されていることから、その頃には既に存在していたものと推測される。
1913年（大正2年）の神社合祀により、現在の明和町入ケ谷にあった「十二社神社」を合祀した。1940年（昭和15年）に「神饌幣帛料供進神社」に指定された。
当社には、地元の書家の岡戸畊瑩による「菅公千年祭記念奉納額」が納められている。
当社の社殿は高さ約2メートルの丘の上に位置しており、この丘は古墳と推定されている。

## 交通アクセス
- 路線バス下三林長良神社前停留所より徒歩16分。